# Die Wunderliche

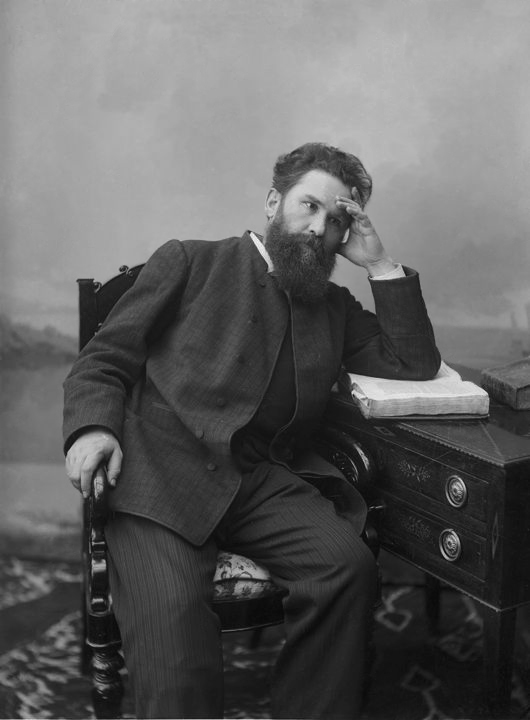
Wladimir Korolenko

Die Wunderliche, auch Das seltsame Fräulein (russisch Чудная, Tschudnaja), ist eine Erzählung des russischen Schriftstellers Wladimir Korolenko, die im März 1880 im Durchgangsgefängnis Wyschni Wolotschok geschrieben wurde und 1905 im Septemberheft des Magazins Russkoje Bogatstwo in Sankt Petersburg erschien. 
Die Liebe des jungen Wachsoldaten Gawrilow zu einem strafgefangenen Fräulein bleibt unerwidert. Korolenko bietet jedoch einen versöhnlichen Ausgang seiner Geschichte.

## Entstehung und Edition
Gegen Ende 1879 lernten sich Korolenko und die 20-jährige Terroristin Ewelina Ljudwigowna Ulanowskaja in der Verbannung in dem Dorf Beresowskije Potschinki im Landkreis Glasow – im Gouvernement Wjatka gelegen – kennen. Korolenko verwendete ein Kapitel der Odyssee der Studentin und Arzthelferin Ewelina in seiner Erzählung.
Alexandra Nikititschna Annenskaja schmuggelte 1880 Korolenkos Text aus dem Wyschni Wolotschoker Gefängnis. Uspenski, dem die Erzählung gefiel, sorgte für deren illegale Publikation. Verschiedene illegale Drucke folgten – auch im Ausland – zum Beispiel 1892 in Issaak Gurwitschs New Yorker Fortschritt und 1893 in London. Zur legalen Veröffentlichung – das heißt zur Überwindung der russischen Zensur – kam es erst ein reichliches halbes Jahr nach dem Petersburger Blutsonntag.

## Inhalt
1874 kam der junge Bauer Stepan Petrowitsch Gawrilow als Rekrut in eine Eskadron. Als Hilfsmann in einem Begleitkommando hat er „eine Politische“, ein blondes, rotwangiges Fräulein aus dem Bojarengeschlecht der Morosows, aus der Festung in eine entfernte nicht benannte russische Kreisstadt zu bringen. Das Fräulein sieht auf der ganzen Reise so bleich aus und kommt Gawrilow wie ein Kind vor. Das Fräulein schreit auf, als sie der betrunkene Unteroffizier Iwanow – Morowsows unmittelbarer dienstlicher Vorgesetzter während der „Reise“ – vor Fahrtantritt durchsuchen will. Eine Aufseherin stellt fest, das Fräulein trägt nichts bei sich.
Jaroslawl wird erreicht.
Auf der Weiterfahrt beginnt Gawrilow unterwegs ein Gespräch mit dem Fräulein – fragt, ob sie in jener Kreisstadt, also am Ziel der Reise, Verwandte oder Bekannte habe. Das Fräulein verneint und fügt bei, andere Verbannte und Genossen werde sie dort sicherlich antreffen. Kurz vor dem Ziel legt Gawrilow während einer Holperfahrt den Kopf des Fräuleins auf seinem Arm. Sie weist ihn ab: „Weg! Rühren Sie mich nicht an!“ Darauf lässt sich das Fräulein die Fürsorge gefallen; ihr Gesicht sieht nicht mehr böse aus. 
Das Fräulein hustet, spuckt Blut; ist todkrank.
Als Gawrilow wieder einmal einen Verbannten in jene Kreisstadt begleiten muss, erkundigt er sich nach dem Fräulein. Das Mädchen sei nach ihrer Ankunft schnurstracks in die Wohnung eines ihr bekannten Verbannten gegangen und ward fortan nicht mehr gesehen. Gawrilow geht hin. Wieder fängt er ein Gespräch an und wird von dem Fräulein zornig abgewiesen. „Bin ich etwa Ihr Feind?“ wundert er sich. Das Fräulein bejaht und Gawrilow erzählt: „… so lieblich war ihr Gesicht, daß man sich einfach nicht satt sehen konnte.“ Gawrilow ahnt, das Fräulein muss bald sterben und bittet sie um Verzeihung. Das Fräulein entgegnet, zwar werde sie bald sterben, aber verzeihen werde sie nimmermehr.
Später dann, kurz bevor das Fräulein stirbt, verzeiht sie dem Wachsoldaten Gawrilow doch noch. Der Tod des Mädchens geht Gawrilow so nahe, dass er tagelang nichts essen kann. Er wird schwermütig. Schließlich begegnet er auch noch der Mutter des Fräuleins.
Gawrilow will Unteroffizier werden. Als er in der Sache beim Eskadron-Chef vorspricht, wird ihm dieser Plan durchkreuzt. Denn zweimal – einmal unterwegs bei einem Oberst in Kostroma und andermal beim Kreispolizeichef im Verbannungsort – hatte er sich für das Fräulein eingesetzt. Offenbar war diese Fürsprache weitergemeldet worden.
Gawrilow beschließt seine Erzählung: „… nie wieder hab ich dies böse Fräulein vergessen können, und noch heute ist's so, daß sie mir mitunter ganz lebendig vor Augen steht.“

## Deutschsprachige Ausgaben
Verwendete Ausgabe
- Die Wunderliche. Deutsch von Eckehard Jäkel. S. 198–223 in Wladimir Korolenko: Makars Traum und andere Erzählungen. Mit einem Nachwort von Herbert Krempien. 275 Seiten. Verlag der Nation, Berlin 1980 (1. Aufl.)